# Premiers Symptômes
Premiers Symptômes, pubblicato prima nel 1997 e successivamente nel 1999, è un album del gruppo musicale francese AIR.

## Il disco
Questo album venne inizialmente pubblicato nel 1997 e conteneva 5 tracce, che erano i singoli fatti uscire dal gruppo (allora pressoché sconosciuto) tra il 1995 e il 1997. Nel 1999, a seguito del successo di Moon Safari, la casa discografica decise di ripubblicare l'album, ma con due tracce in più.
Le sonorità dell'album toccano principalmente il genere Ambient, ma, come caratteristica del gruppo, gli strumenti elettronici quali basso e sintetizzatore sono combinati a strumenti classici.

## Tracce
1. Modular Mix - 5.59
2. Casanova 70 - 5.53
3. Les Professionels - 4.32
4. J'ai dormi sous l'eau - 5.42
5. Le soleil est près de moi - 4.52

Tracce inserite nel 1999:
- Californie - 2.27
- Brakes On (remix del Gordini Mix) - 4.22

## Formazione
- Nicolas Godin (Sintetizzatore, Basso)
- Jean-Benoît Dunckel (Sintetizzatore)